# Tobalá
Tobalá es un tipo de maguey del cual se elabora un destilado, "toba" quiere decir maguey y "la" significa caliente o aromático, es bien conocido como "El Rey de los Mezcales", no es fácil de encontrar ese tipo de maguey silvestre que se ubica en las montañas a menudo en acantilados rocosos y laderas con difícil acceso. Además, su tamaño es muy pequeño y eso implica que para poder producir el mezcal se necesitará una gran cantidad de magueyes para poder elaborar ese mezcal especial. Es originario de Municipio de Villa Sola de Vega, Oaxaca, considerado como la cuna del Mezcal Tobalá.

## Acontecimientos
Su destilado llega a tener un grado de alcohol desde los 47% hasta los 50%. Para que logre estar maduro el maguey la espera aproximadamente es de 10 años. El horno que se utiliza para la elaboración del mezcal es de piedras y la leña puede ser tanto de encino como de sauce para calentar el hoyo. La fermentación tarda aproximadamente 5 días.